# Françoise Marguerite Janiçon
Françoise Marguerite Janiçon (1711 – 1789) è stata una scrittrice svedese.

## Biografia
Nacque nei Paesi Bassi come una delle due figlie dell'ugonotto François Michel Janiçon (1674-1730), ministro olandese in Assia-Cassel, e Marguerite Anne Marie de Ville. Dal 1741 visse in Svezia con il coniuge, lo storiografo svedese Carl Gustaf Warmholtz (1713-1785). Fu nobilitata nel 1752 dalla nobile tenuta Christineholm.
Françoise Marguerite Janiçon appartenne alle poche donne che parteciparono al dibattito politico sotto il proprio nome piuttosto che sotto uno pseudonimo durante l'Epoca della Libertà svedese, insieme a Elisabeth Stierncrona, Anna Antoinetta Gyllenborg, Hedvig Charlotta Nordenflycht, Charlotta Frölich e Anna Margareta von Bragner. A un certo punto Carl Christoffer Gjörwell il Vecchio la definì la donna più istruita in Svezia e sostenne una corrispondenza politica con Carl Reinhold Berch. Nel 1767 pubblicò l'opera politica Tankar i anledning af Sista Öfwerflöds-Förordningen Och Dess wärkställighet; Fattade i pennan, och Dedicerade til MALCONTENTERNE, Af En Fri Svensk (Pensieri in merito all'ultima legge sull'abbondanza e la sua attuazione; scritto a penna e dedicato a MALCONTENTERNE da uno svedese libero). In esso sostenne le norme per prenotare determinati vestiti in base alla classe sociale e parlò in particolare alle lettrici con questioni su come l'economia dello stato dovrebbe essere organizzata. Insieme a Charlotta Frölich fu una delle due donne a partecipare pubblicamente al dibattito su come l'economia dovrebbe essere governata dallo Stato.

## Pubblicazioni
- Tankar i anledning af Sista Öfwerflöds-Förordningen Och Dess wärkställighet; Fattade i pennan, och Dedicerade til MALCONTENTERNE, Af En Fri Svensk (1767)